# ریوییر-ا-پیر، کبک
ریوییر-ا-پیر (به فرانسوی: Rivière-à-Pierre) شهری در منطقه شهری پورتنوف ناحیه کاپیتل-ناسیونال در استان کبک کانادا است. در سرشماری سال ۲۰۱۱ این شهر ۶۵۵ نفر جمعیت داشته‌است و مساحت آن ۵۲۱٫۳۱ کیلومتر مربع است.